# Músculo semiespinal da cabeça
O músculo grande complexo ou músculo semiespinal da cabeça é um músculo do dorso responsável por movimentos de extensão e inclinação da cabeça.